# АУЕ

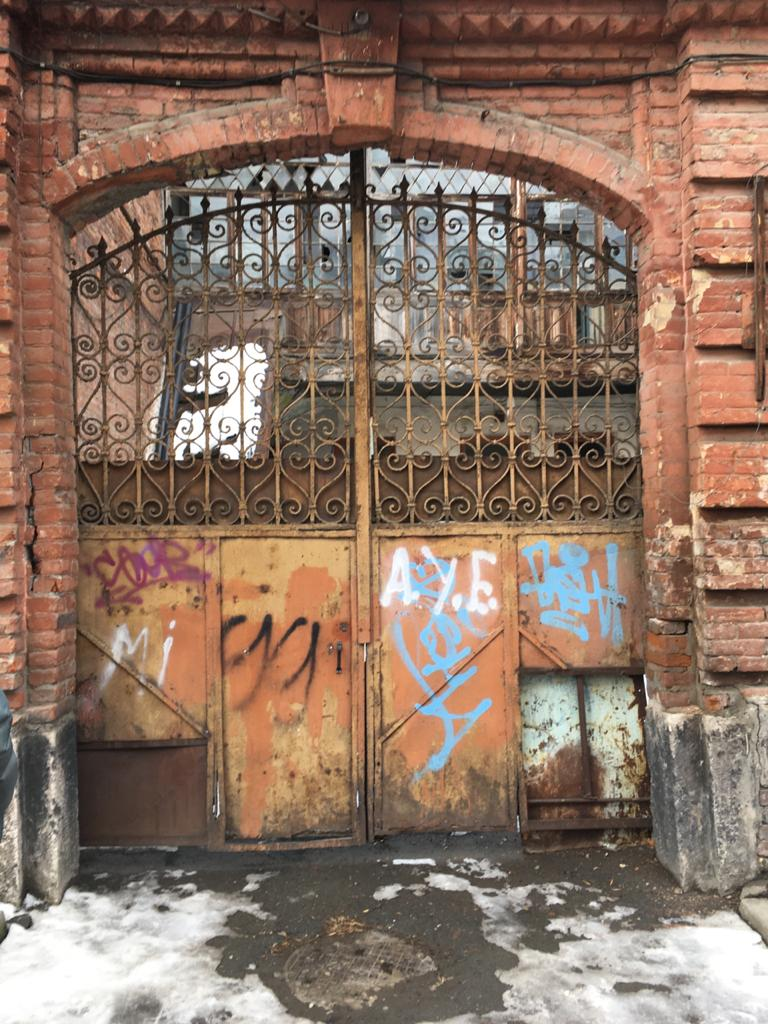
Надпись «А.У.Е.» на воротах во Владикавказе на улице Революции

«Ареста́нтский укла́д еди́н» (АУЕ, также используется вариант А. У. Е.; другое название — «ареста́нтское уркага́нское еди́нство») — название и девиз криминальной субкультуры, представляющей собой банды, состоящие из несовершеннолетних, юношей и девушек. Приверженцы АУЕ пропагандируют систему ценностей и норм поведения, тождественных по смыслу криминальной идеологии российской организованной преступности («воровским понятиям»), но не скопированных с них под кальку.
17 августа 2020 года Верховный суд Российской Федерации признал АУЕ экстремистской организацией и запретил её деятельность на территории страны.

## История

### 2011 год
Полицейские выявили банду, которая действовала в посёлке Приисковый Нерчинского района Забайкальского края. В банду входили почти два десятка человек, один раз они напали на товарную контору. Налётчики жестоко избили сторожа, но в помещении сработала сигнализация, и им пришлось убежать. Сторож сумел опознать одного из преступников, а оперативники вычислили остальных участников банды. Оказалось, что в неё входили подростки и юноши из благополучных семей в возрасте от 15 до 22 лет. Члены банды навязывали воровские идеи в своей школе и в начальных классах. По утверждениям газеты, в каждом классе у них были «смотрящие», собиравшие с одноклассников дань в «общак». Часть средств из «общака», по данным полиции, члены банды переправляли в колонию, расположенную на территории посёлка.

### 2013 год
В Чите начались массовые беспорядки в ПТУ № 6 (ПТУ № 14). Некоторыми СМИ было объявлено даже о наличии заложников. Около сотни полицейских приняли участие в операции, 30 подростков (в том числе 2 девочки) было задержано, зданиям и мебели нанесён ущерб на 1 миллион рублей. По заявлениям местных СМИ, власти связали беспорядки с влиянием АУЕ.
В селе Малый Куналей во время парада на День Победы полицейские и публика были закиданы камнями, когда демонстрация проходила мимо местного приюта. Три парня из приюта, которые кидали камни, целясь именно в полицейских, были задержаны (двое из них имели ранее приводы в полицию, а один уже был под следствием). По сообщению местного телеканала от 27 мая 2013 года, трое полицейских пострадали.

### 2014 год
В Чите, по рассказу майора полиции Тараса Яковенко, из временного полицейского участка «Арахлейское» во время задержания «салонника…, он стал кричать: „АУЕ! Ворам свободу!“ Тут же прибежали около десяти человек, попытались напасть на меня и напарника. Мне пришлось стрелять в воздух, чтобы нападавшие успокоились, и вызывать ОМОН». В результате были задержаны 8 молодых людей 1991—1993 годов рождения, именующие себя АУЕ. Полицейские написали рапорт о нападении на них при исполнении служебных обязанностей.
В городе Шилке два выпускника детдома на 400 воспитанников в октябре и ноябре 2014 года совершили самоубийства и ещё 2 — неудачные попытки самоубийства. Правозащитники связали эту серию смертей с вымогательством у сирот их социальных пособий учащимися с криминальным прошлым, членами АУЕ. В ноябре полиция после погони задержала автомобиль «смотрящего» за лицеем, выпускника детдома. У «смотрящего» был обнаружен счёт в банке с деньгами, полученными от поборов в детдоме. За рулём автомобиля был бывший заключённый, отсидевший за убийство. Он быстро сбежал, а авто и полицейских окружили восемь подростков. Они порезали себе вены на руках стёклами и забрызгали кровью машину ГИБДД.
О росте банд АУЕ впервые сообщила прокуратура Забайкальского края в лице начальника по надзору за исполнением Законов о несовершеннолетних и молодёжи Евгения Синельникова, в частности, в заявлении прокуратуры упоминался сбор и вымогательство денег на «общак».
В Казани, в районе поселка Юдино, по утверждению «Новой газеты», 16-летние члены АУЕ вместе с совершеннолетними уголовниками требовали деньги с одного парня. Он пришёл на встречу с ними вместе со своим отцом, бандиты убили и его, и отца, взяли у них ключи от квартиры, зашли в эту квартиру, убили в ней мать, после чего обокрали квартиру. Позже следствие связало эту банду с двумя предыдущими убийствами таксистов в городе.

### 2015 год
В городе Улан-Удэ, в Советском районе, 12-летнего мальчика регулярно избивали 13—14-летние члены банды АУЕ — они требовали взноса в «общак» для тех, кто отбывает срок в тюрьме, по 5—100 рублей в день. Мальчик был полностью беззащитен и близок к суициду. Местная соцслужба и активисты спасли мальчика перед попыткой самоубийства и завели дело в местной полиции.
В мая в городе Борзе в многопрофильном лицее произошли два самоубийства учащихся, связанных с АУЕ.
В декабре в официальном документе Совета при Президенте Российской Федерации по развитию гражданского общества и правам человека говорилось, что «в Забайкальском крае выявлено многолетнее широкое распространение криминальной субкультуры „АУЕ“, участники которой занимаются вербовкой детей в криминалитет и поборами с детей в учебных заведениях». Правоохранительным органам было предписано «принять неотложные исчерпывающие меры по искоренению криминальной субкультуры „АУЕ“ и привлечению к ответственности её участников и покровителей».

### 2016 год
В Чите, в районе КСК, полиция задержала двух 17-летних парней, совершивших убийство своего 17-летнего одноклассника из вечерней школы и его матери, так как они решили, что она знала, с кем её сын собирался встретиться перед смертью. В полиции убийцы признались, что относятся к АУЕ, но не смогли дать дополнительной информации по данной преступной организации.
В Бурятии бандиты за кражу банана посадили в мешок мальчика, на ночь отнесли в лес, потом принесли, переодели в женскую одежду и избили. По сообщениям местных СМИ, девочкам, которые защищали другого мальчика, наливали горячий суп в руки и заставляли есть, детям прижигали руки утюгами и подвешивали их вниз головой.
В городе Хилок Забайкальского края в ночь на 2 февраля толпа малолетних бандитов напала на полицейский участок с камнями и металлическими палками. Несколько подростков из местного детского дома-интерната (или воспитательного центра для трудных подростков) решили силой освободить своего сообщника из полицейского участка, куда он попал, будучи задержанным за пьянство и нападение на полицейского при исполнении. Полицейские отбили штурм, но участок был повреждён — все окна разбиты, вывески оторваны, полицейские машины на стоянке повреждены.
В посёлке городского типа Новопавловке Забайкальского края родители учинили расправу над малолетними преступниками, контролировавшими местную школу № 17, из АУЕ — избили их. Причиной самосуда была дань, которой бандиты обложили учеников школы: от 100 до 250 рублей в месяц с каждого. С одного из детей за просроченный платёж сорвали куртку в мороз −40 °С. По словам жительницы Новопавловки, собранные деньги малолетние вымогатели передавали взрослым преступникам. В ответ на расправу АУЕ объявило войну активистам среди родителей, угрожая поджечь их дома. Несколько домов загорелись, но были вовремя потушены. Полицейский участок в посёлке, где сидел задержанный взрослый уголовник, связанный с АУЕ и запугивающий всю деревню — Алексей Ланичев, известный под кличками «Мементо» и «Моментик», был подвергнут штурму бандитами АУЕ в попытке освободить задержанного.
Корреспондент The Moscow Times Оливер Керрол посетил посёлок и другие неспокойные поселения Забайкальского края; некоторые из его местных собеседников утверждали, что около 40 % подростков Новопавловки состоят в АУЕ.

#### Проникновение в кадетское заведение
В декабре 2016 года сообщалось о деятельности бандитов АУЕ в Усольском гвардейском кадетском училище/корпусе в городе Усолье-Сибирское Иркутской области. Один из кадетов сбежал из корпуса из-за избиений, издевательств и вымогательства. Будучи близок к суициду, он обратился прямо в городе к учителю из корпуса за помощью. Вместе они пришли в полицию и подали заявление, но, согласно тексту статьи в «КП», руководство кадетского корпуса отрицало всю историю, затормозило расследование, а учитель был уволен. По утверждению журналиста Галины Солониной, из 113 сотрудников кадетского корпуса 17 человек (4 воспитателей, 13 из персонала) имели судимости, причём большинство из них совершило по два и более преступления. Например, один из воспитателей обвинялся в краже и истязаниях, один — в нарушении ПДД, повлёкшем серьёзные последствия, и в подделке документов, а двое — в угрозе убийством. Кочегар был на скамье подсудимых шесть раз и в общей сложности отсидел более 20 лет за кражи, хулиганство, истязания и два изнасилования. Всех этих бывших зэков устроил на работу директор корпуса Игорь Пименов, который до этого долго работал директором исправительного учреждения.

### 2017 год
В августе 2017 года в Свердловской области, по сообщениям представителя СК Александра Шульги, за участие в массовых беспорядках в Рефтинском спецучилище были осуждены пять молодых людей (их возраст не назван). Они получили от 2 до 2,5 лет лишения свободы условно за свои деяния в августе 2016 года. Рефтинское училище закрытого типа, по утверждению прессы, ещё в августе 2016 года столкнулось с массовым побегом, организованным из-за невыполнения администрацией требований подростков насчёт использования только индивидуальной посуды в столовой. Перед побегом от 34 до 50 (по разным оценкам) воспитанников имуществу училища был нанесён ущерб на сумму более 250 тысяч рублей, а к воспитателям училища было применено насилие.
Согласно интервью Лента.ру, конфликт начался из-за того, что «смотрящие и их приближённые не могут есть из одной посуды с опущенными». Это дело было расследовано следователями по особо важным делам в июне 2017 года, утверждено прокуратурой и передано в Свердловский областной суд. Впоследствии участники массовых беспорядков были осуждены.
На Лента.ру также была опубликована аналитика по объединению разрозненных детских преступных компаний в организованные жестокие банды и другим тенденциям в молодёжной преступной среде.

### 2018 год
24 августа 2018 года компания из 15 подростков в течение двух часов ходила и избивала прохожих на улицах Санкт-Петербурга. Жертвами банды стали 16 человек. Возбуждены два уголовных дела по статьям «Побои» и «Умышленное причинение средней тяжести вреда здоровью».

### 2019 год
Два шестнадцатилетних и один пятнадцатилетний подростки в Кыринском районе Забайкальского края обвиняются в том, что 27 октября 2019 года ворвались в один из частных домов, где издевались над женщиной и избили мужчину, который впоследствии скончался, сообщили ИА «Чита.ру» 2 ноября в пресс-службе регионального следственного управления. Как сообщил порталу сосед одного из арестованных школьников, несовершеннолетних якобы пригласила сама пострадавшая. Один из подростков поссорился с хозяином дома. Мужчину избили, привязали к стулу, «кормили землей, заливали в рот малярную краску, тушили об него бычки». Затем женщину «изнасиловали кочергой и бутылкой». По имеющимся у следователей данным, двое обвиняемых ранее привлекались к уголовной ответственности. Как сказали виновные, они сделали праведное дело, так как избавились от «опущенного», своей вины они не осознают. По рассказам учащихся местной школы, все подростки, совершившие преступление, принадлежали к школьной группировке АУЕ, к которой также принадлежат более 50 % всех учащихся, также более 40 % «придерживаются понятий», в школе присутствует также и «смотрящий», который привлекает к себе всё больше новых последователей.

### 2021 год
В Бурятии в селе Шигаево трое местных жителей в возрасте от 14 до 28 лет, увлекающиеся АУЕ, сожгли пенсионера, предварительно жестоко избив его и отрезав ухо.

## Реакция властей
В июне 2016 года ответственный секретарь Совета при Президенте Российской Федерации по развитию гражданского общества и правам человека Я. В. Лантратова сообщила газете «Известия» о том, что молодёжное криминализированное движение АУЕ взяло под свой контроль учебные заведения в 18 регионах России, в том числе в Бурятии, Московской, Челябинской, Ульяновской и Тверской областях, а также в Забайкальском и Ставропольском краях.
На заседании в Государственной думе РФ в июне 2017 представитель МВД Евгений Дубов сказал, что «никакой организации нет». В ответ старший помощник председателя Следственного комитета Игорь Комиссаров резко сказал:
Я говорю, знаете, тут такое ЧП случилось, ребёнка малолетнего изнасиловали здесь в интернате. Мне говорят: вы знаете, у нас в каждой школе есть в Забайкальском крае столы для «опущенных». Вот это всё подтвердилось. То, что в каждой школе есть «общак». Почему вы об этом не знаете?
В ноябре 2017 депутат Государственной думы Антон Беляков внёс законопроект о запрете пропаганды преступных ценностей и криминального образа жизни.

### 2020 год
17 августа 2020 года решением Верховного Суда России по иску Генеральной прокуратуры Российской Федерации движение АУЕ было признано экстремистской организацией. Следствием этого является то, что те, кто причисляет себя к этому движению, могут быть привлечены к уголовной ответственности по статье 282.1 УК РФ (Организация экстремистского сообщества), предусматривающей в качестве наказания лишение свободы на срок до 12 лет и штраф в размере 700 тысяч рублей.
По оценке судебного эксперта, специалиста по религиозным и экстремистским сообществам, преподавателя кафедры уголовного права Российского государственного университета правосудия И. В. Иванишко «за три года была пресечена деятельность 31-й организации АУЕ с привлечением к ответственности 470 человек из этих банд».

## Информация о деятельности банд АУЕ и методике их действий
Члены преступных объединений, относящих себя к АУЕ, обычно устанавливают в учебных заведениях свои порядки — вымогательствами и угрозами собирают с детей деньги в воровской общак, а отказывающихся сдавать деньги делают «опущенными», устанавливают отдельные парты для таких опущенных, особо обозначают их посуду и одежду, применяя разные способы запугивания, вплоть до избиений и сексуальных преступлений. По некоторым данным, скрытыми кураторами из взрослых криминальных группировок назначаются смотрящие из числа местных подростков. Члены АУЕ создают сообщества в социальных сетях, на которые подписываются сотни тысяч человек.
Основное свойство банд АУЕ заключается в несовершеннолетнем возрасте её членов. По мнению экспертов, это придаёт им ощущение безнаказанности и неуязвимости. Более того, эта неподсудность из-за возраста используется ими как средство запугивания и как защита при задержании полицией, на суде, особенно если взрослые избили их, пусть даже в целях самообороны.
Кодекс АУЕ запрещает любое взаимодействие и помощь полиции, другим властным структурам. В любом районе действия банда АУЕ прежде всего старается вербовать детей и собирать с них «налог», строить параллельную структуру власти и порядка на основе понятий взрослых криминальных структур. Идея такого «налога», сборов на «общак» в некотором роде издевательски копирует систему социального страхования, пенсионную систему: деньги, собранные с детей сейчас, идут тем, кто сейчас в тюрьме, и потом, в будущем, те члены АУЕ, что сдавали деньги сейчас, будут получать деньги от других (более молодых адептов АУЕ), находясь при этом в тюрьме (члены АУЕ верят, что они окажутся в тюрьме когда-нибудь).

### АУЕ в интернете
В социальной сети «ВКонтакте» были созданы несколько сообществ с общим количеством участников около 200 тысяч. Тематика сообщений в этих сообществах — одурманивание воровской романтикой, пропаганда и романтизация криминального образа жизни, воровских понятий и уголовного мировоззрения.
В 2017 году некоторые российские и украинские интернет-магазины продавали продукцию с символикой АУЕ.
В августе 2018 года стало известно, что двух жителей Екатеринбурга арестовали по делу об «экстремистском сообществе АУЕ» во «ВКонтакте». Их обвиняют по статьям УК РФ 280 («О призывах к экстремизму через интернет») и 282.1 («Организация экстремистского сообщества»). Арестованные утверждают, что не связаны с криминальным сообществом и просто заняли пустующую нишу для извлечения прибыли.

## Суждения о возникновении АУЕ
Считается ответственным секретарём Совета по правам человека России, главой Союза добровольцев России Яной Лантратовой, что до конца 2000-х годов это сообщество имело влияние только внутри колоний. В конце 2000-х годов оно начало́ распространять своё влияние в проблемных деревнях, посёлках и районах, действуя в школах, интернатах, детских домах и специальных училищах.
По её словам, проблему обнаружила рабочая группа, созданная на базе СПЧ, куда вошли представители МВД, прокуратуры, Следственного комитета, Минобразования, Минтруда, в конце 2015 года. Такое заявление она сделала информационному порталу газеты «Известия».

### Суждения о преемственности АУЕ с 1950-х годов
Доктор юридических наук, профессор кафедры уголовного права РГПУ имени А. И. Герцена С. Ф. Милюков считает, что в 1950—1960-е годы в СССР, несмотря на отсутствие самой аббревиатуры АУЕ, «значительная часть подростков и детей преклонялась и подчинялась этим „воровским“ обычаям», что нашло отражение в преемственности понятий, которые «переходили от класса к классу, от поколения к поколению». Милюков отмечает, что если раньше всё «насаждалось бывалыми зэками», то в эпоху свободного доступа к Интернету «распространять законы АУЕ стало ещё проще». Он приходит к выводу о том, что очень мало известно «о том, что происходит сегодня в так называемых детских колониях, или колониях для несовершеннолетних», откуда «АУЕ тоже идёт, и идёт очень насыщенным потоком». И причина этого кроется в том, что «просто специально это явление никто не исследует».

### Суждения о циклах подростковой преступности
Другие специалисты, например доктор юридических наук В. С. Овчинский, с 1980-х годов наблюдающий молодёжные группировки в России, высказывали мнения о существовании 20-летних циклов возрастания молодёжной преступности, вызванной периодичностью ослабления законодательства и распространения «воровской романтики».
Одной из первых молодёжных банд в Советском Союзе стала «Тяп-Ляп» из Казани. В ней состояли молодые люди и подростки, проживавшие в районе казанского завода «Теплоконтроль». Деятельность банды «Тяп-Ляп» и других аналогичных группировок позволила криминологам говорить о «Казанском феномене». 14 апреля 1980 года суд приговорил лидера «Тяп-Ляп» Завдата Хантимирова к смертной казни через расстрел. Место «Тяп-Ляп» в Казани заняла группировка «Хади Такташ» в 1982 году и продержалась до 1990-х годов.

### Суждение об альтернативном образе жизни и криминальном жизненном пути
Кандидат юридических наук, начальник кафедры уголовно-исполнительного права ВЮИ ФСИН России В. В. Тулегенов отмечал, что в представлении членов АУЕ «есть мир законопослушный — неправильный, а есть правильный мир — криминальный», который они «пытаются насадить» и встречают противодействие со стороны власти. Он указывал, что «совершая преступления, они не думают, что причинили кому-то вред, они считают, что всё это во благо» и таким образом «они оправдывают своё поведение, свой образ жизни, наделяют определённым смыслом своё существование». При этом смысл жизни участников АУЕ «заключается в оправдании альтернативного образа жизни: все работают — я не работаю, … нормальный человек создаёт семью — я же семью создавать не буду, буду считать тюрьму своим родным домом». По словам В. В. Тулегенова, сам он впервые столкнулся с аббревиатурой АУЕ «десять лет назад, когда работал в Центральном федеральном округе» и «сейчас этот термин распространён уже и в Забайкалье, и на Дальнем Востоке». Он отмечает, что «дети из неблагополучных семей, родители которых злоупотребляют спиртными напитками, так называемые аутсайдеры — плодотворная почва для распространения идей АУЕ».
Судебный эксперт, специалист по религиозным и экстремистским сообществам, преподаватель кафедры уголовного права Российского государственного университета правосудия И. В. Иванишко отмечает, что участники криминальной молодёжной субкультуры АУЕ «занимаются не просто асоциальной, девиантной деятельностью, а совершают реальные преступления» и среди них есть несовершеннолетние лица, которые «отбывают наказание сейчас в воспитательных колониях за совершённые преступления». При этом «максимальный срок лишения свободы ауешникам, кто не достиг возраста 18 лет, это до 10 лет лишения свободы». Тот кто «не поддерживает АУЕ у себя в школе, он становится неким таким изгоем, то есть происходит такая амортизация криминального мира, молодой преступной жизни». Кроме того, он подчёркивает, что как «тенденция увеличения групп АУЕ», так и подражатели «представляют реальную угрозу для национальной безопасности государства, потому что всё больше и больше молодых людей становятся на этот криминальный путь, считают, что это, действительно, круто, что это модно, это правильно, исповедовать какую-то криминальную субкультуру».

### Суждение о двойственности движения — реальные банды и виртуальные группы в интернете
Доктор исторических наук, ведущий научный сотрудник Института этнологии и антропологии имени Н. Н. Миклухо-Маклая РАН Д. В. Громов отмечал, что «слышал о таком движении в Краснодарском крае», как АУЕ, «лет восемь назад», «а прошлым летом о нём заговорили благодаря выступлению Яны Лантратовой». Громов указывал, что данное «явление имеет два уровня». В первом случае речь идёт о неблагополучных населённых пунктах, которые нередко близко расположены к местам заключения и здесь, по его мнению, «могли формироваться и структуры по типу АУЕ».
Под вторым уровнем Громов понимает «процессы, происходящие в интернете», которые слабо связаны с реальным обществом и представляют собой «определённый интернет-фольклор», который, по его мнению, можно отождествить «с детскими страшилками: где-то есть страшные „группы смерти“, фашисты, а сейчас вот появился и мем АУЕ», что совершенно не означает, что знающие о нём подростки и дети «имеют хоть какое-то отношение к криминалу». В качестве примера Громов приводит имевшую место в 2000-х годах волну интереса среди пользователей «Живого журнала» к субкультуре гопников, хотя «среди посетителей ЖЖ-сообществ, посвящённых гопникам, была исключительно образованная городская молодёжь».
Громов приходит к выводу о том, что в обязательном порядке следует «различать реальные социальные проблемы и виртуальную игру» и считает, что Лантратова «фактически сделала рекламу этому движению», если на её доклад обратил внимание Президент России.
В свою очередь судебный эксперт, специалист по религиозным и экстремистским сообществам, преподаватель кафедры уголовного права Российского государственного университета правосудия И. В. Иванишко выделяет три вида лиц, обычно относимых к движению:
1) Реальные АУЕ-шники, которые имеют собственный криминальный опыт, действительно являются членами организованных преступных группировок, состоят на учёте в отделе по делам несовершеннолетних, или же бывшие в воспитательной колонии. Районами их нахождения, как правило, являются Север, Восточная Сибирь и Дальний Восток, где именно и происходит рост таких банд, поскольку там обычно отбывают наказание, на что во время совещаний Совета безопасности России неоднократно указывал его секретарь Николай Патрушев.
2) Позёры-подражатели, к которым настоящие относятся отрицательно, поскольку они делают себе татуировки, означавшие факт отсидки в местах заключения — перстни, воровские звёзды (хотя их никто не короновал). В число подражателей входят юные хулиганы, стремящиеся бороться против системы и поэтому желающие примкнуть к определённой молодёжной социальной группе, которая считается самой сильной и которая наводит ужас на школу, занимаясь вымогательством денежных средств под видом сбора общака. Тем не менее некоторые такие группы в Москве и Санкт-Петербурге состоят из городских мальчиков, являющихся жителями мегаполиса и происходящие из благополучных семей.
3) «Диванные» деятели, постоянно находящиеся в социальных сетях, которые научившись определённым терминам, занимаются рассылкой картинок.
Кроме того, он отмечает: «Взрослые же воры, криминалитет поддерживают настоящих АУЕ-шников, которые совершают преступления по статьям, когда часто их нельзя привлечь к ответственности. А вот эта мегаполисная молодёжь часто позорит воровские понятия. Выкладывает в сети какие-то видео, где он вымогает у кого-то, бьёт кого-то, потом совершает то, что связано с изнасилованием. А мы понимаем, что бывает с насильниками на зоне. И к таким АУЕ-шникам воры относятся негативно».

## Аналоги за пределами СНГ
Молодёжно-подростковые бандформирования различной степени серьёзности как явление имеют место в США, Великобритании, ЕС, Мексике, фавелах Бразилии и других странах.